# Adil Ospanow
Adil Witaljewicz Ospanow (ros. Адиль Витальевич Оспанов; ur. 24 września 1999) – kazachski zapaśnik walczący w stylu wolnym. Zajął ósme miejsce na mistrzostwach świata w 2022.
Ósmy na mistrzostwach Azji w 2021. Brązowy medalista MŚ wojskowych w 2023. Trzeci na mistrzostwach Azji juniorów w 2019 i zawodach kadetów w 2016 roku.